# Centre commercial régional Aushopping Promenades de Brétigny
 (avril 2017).
Si vous disposez d'ouvrages ou d'articles de référence ou si vous connaissez des sites web de qualité traitant du thème abordé ici, merci de compléter l'article en donnant les références utiles à sa vérifiabilité et en les liant à la section « Notes et références ».
Le centre commercial Aushopping Promenades de Brétigny, anciennement dénommé centre commercial Maison Neuve – Brétigny-sur-Orge, rebaptisé Aushopping Brétigny en 2016, et centre commercial Aushopping Brétigny - Promenades de Bretigny en 2018, est un centre commercial régional ainsi que sa zone commerciale de 130 boutiques une partie en centre de 27 380 m2 et une autre partie à l'extérieur du centre situé sur la ville de Brétigny-sur-Orge, dans le département de l'Essonne.
Le centre commercial Brétigny-Maison Neuve attire 4,8 millions de visiteurs par an. Il est depuis 2017 un centre commercial Régional.

## Histoire

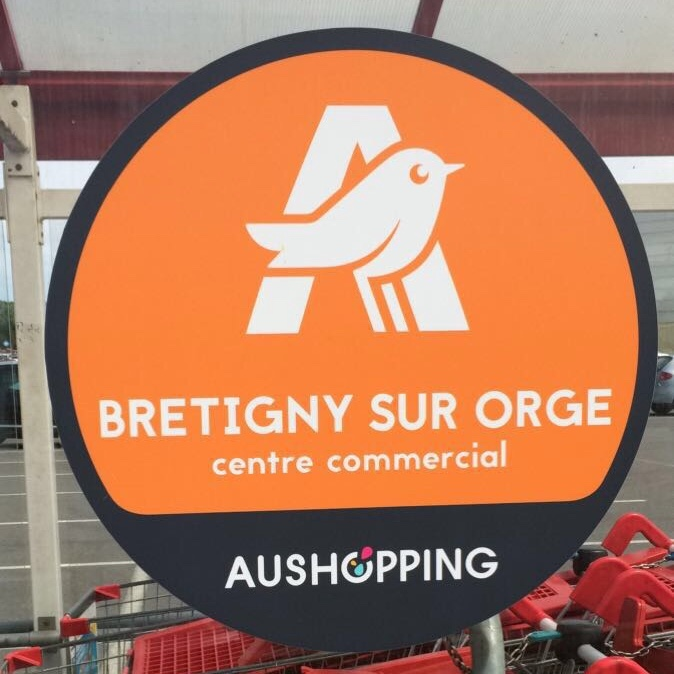
Logo du centre commercial

En 1968, le Centre Commercial de Brétigny, dit Maison Neuve ouvre avec en premier lieu, un hypermarché du Groupe Auchan ainsi qu'une zone de restauration. Par la suite, le centre sera agrandi plusieurs fois au fil des années et sa zone extérieure sera construite. Le nombre d'enseignes augmentera progressivement pour atteindre 130 magasins aujourd'hui.
Le 25 septembre 2013, le centre commercial Maison Neuve est agrandi et rénové pour appliquer le concept « Happy Life » comme la majorité des centres commerciaux du groupe Ceetrus. Une quinzaine d'enseignes s'ajoutent à la Maison Neuve, parmi celles-ci, on peut compter des marques internationales.
En 2016, le centre commercial est renommé Aushopping Brétigny. En 2017, plusieurs nouvelles boutiques ouvrent.
Le 28 juin 2018 ouvre la première phase du parc d'activités Les Promenades De Brétigny (l'extension du Centre Commercial Maison Neuve actuellement construit), composé d'un cinéma (ouvert en septembre 2018), d'un bowling et de neuf restaurants. La seconde phase porte, elle, sur un shopping park avec divers magasins, pour un total de 49 000 m2 de surface commerciale.
La zone commerciale Maison Neuve-Moinerie-Cochets sur laquelle est situé le centre commercial du fait de la proximité par la D19 de celle de La Croix-Blanche (Sainte-Geneviève-des-Bois) et la création de la Zone industrielle de la Base aérienne 217 Brétigny-sur-Orge qui est elle collée à Maison Neuve et La Croix Blanche, ces trois zones longeant la D19 formeront ainsi la plus grande Z.A.C d’Europe.

## Enseignes
Le centre commercial Brétigny-Maison Neuve possède un hypermarché Auchan de 11 600 m2 comme enseigne locomotive et 130 boutiques actives notamment dans les secteurs des vêtements, et accessoires, et des sports et loisirs, ainsi que des lieux de restauration, un cinéma multiplexe de 12 salles dont une en 4DX, un escape game et un complexe de loisirs Speed Park comprenant un bowling, un laser game, du karting, etc..

## Accès
La commune de Brétigny-sur-Orge abritant le centre commercial Brétigny-Maison Neuve est desservie par le RER C.
Aushopping Brétigny est attenant à cinq arrêts de bus desservis par deux lignes de bus à forte fréquence de passage circulant jusqu'après minuit tous les jours : 227.01 et 227.06. Les arrêts sont nommés Maison Neuve C.C, Ferme Maison Neuve 1, Ferme Maison Neuve 2, Promenades et La Presle (seulement par la ligne 227.01)
En voiture, le centre est desservi par la D19 aux sorties Brétigny-Centre commercial Régional et Brétigny-Promenades, la D19 mène à La Francilienne à la sortie Brétigny-Z.A.C - Le-Plessis-Paté, à l'A6 à la sortie Fleury-Mérogis - Viry-Plateau et à la N20 à la sortie Arpajon-Égly-Brétigny